# Домброва-Бялостоцка (гмина)
Домброва-Бялостоцка (пол. Dąbrowa Białostocka) — городско-сельская гмина (волость) в Польше, входит как административная единица в Сокульский повет, Подляское воеводство. Население — 12 939 человек (на 2004 год).

## Демография
| Перепись                       | Всего   | Всего | Женщины | Женщины | Мужчины | Мужчины |
| ------------------------------ | ------- | ----- | ------- | ------- | ------- | ------- |
| Единицы                        | человек | %     | человек | %       | человек | %       |
| Население                      | 12 939  | 100   | 6 507   | 50,3    | 6 432   | 49,7    |
| Плотность населения (чел./км²) | 49      | 49    | 24,7    | 24,7    | 24,4    | 24,4    |

## Поселения
1. Багны
2. Биты-Камень
3. Бжозово
4. Бжозово-Колёнья
5. Грабово
6. Гродзищаны
7. Гжебене
8. Хамулька
9. Харасимовиче
10. Харасимовиче-Колёнья
11. Ячно
12. Ялувка
13. Нова-Каменна
14. Стара-Каменна
15. Стара-Каменна-Колёнья
16. Киреевщизна
17. Кропивно
18. Кругло
19. Кудеревщизна
20. Левки
21. Лозово
22. Лозово-Колёнья
23. Маловиста
24. Малышувка
25. Малышувка-Колёнья
26. Медзяново
27. Мосциха
28. Неросьно
29. Нова-Весь
30. Новинка
31. Ольша
32. Осмоловщизна
33. Острове
34. Острове-Колёнья
35. Пенчовлуки
36. Подбагны
37. Решковце
38. Садек
39. Садово
40. Славно
41. Стоцк
42. Суходолина
43. Шушалево
44. Тшижечки
45. Весолово
46. Вёнзувка
47. Врочиньщизна
48. Звежинец-Малы
49. Звежинец-Вельки
50. Домброва-Бялостоцка
51. Бжозовы-Борек
52. Чарножечка
53. Кашуба
54. Нова-Каменна
55. Острово
56. Погожале
57. Прохалино
58. Ружанысток
59. Стара-Каменна
60. Зуйковщизна

## Соседние гмины
1. Гмина Янув
2. Гмина Липск
3. Гмина Новы-Двур
4. Гмина Сидра
5. Гмина Суховоля
6. Гмина Штабин